# White Horse (песня Тейлор Свифт)
«White Horse» — песня американской кантри и поп-певицы и автора песен Тейлор Свифт, вышедшая 7 декабря 2008 года на студии лейбла Big Machine Records в качестве второго сингла её второго студийного альбома Fearless (2008). Песня была написана самой певицей и Лиз Роуз, а сопродюсером стал Нейтан Чапман.
Песня и видеоклип имели значительную популярность и положительные отзывы, а Свифт выиграла 2 премии Грэмми в категориях Лучшая кантри-песня и Лучшее исполнение кантри-певицей на 52-й церемонии, прошедшей 31 января 2010 года в Лос-Анджелесе.

## История

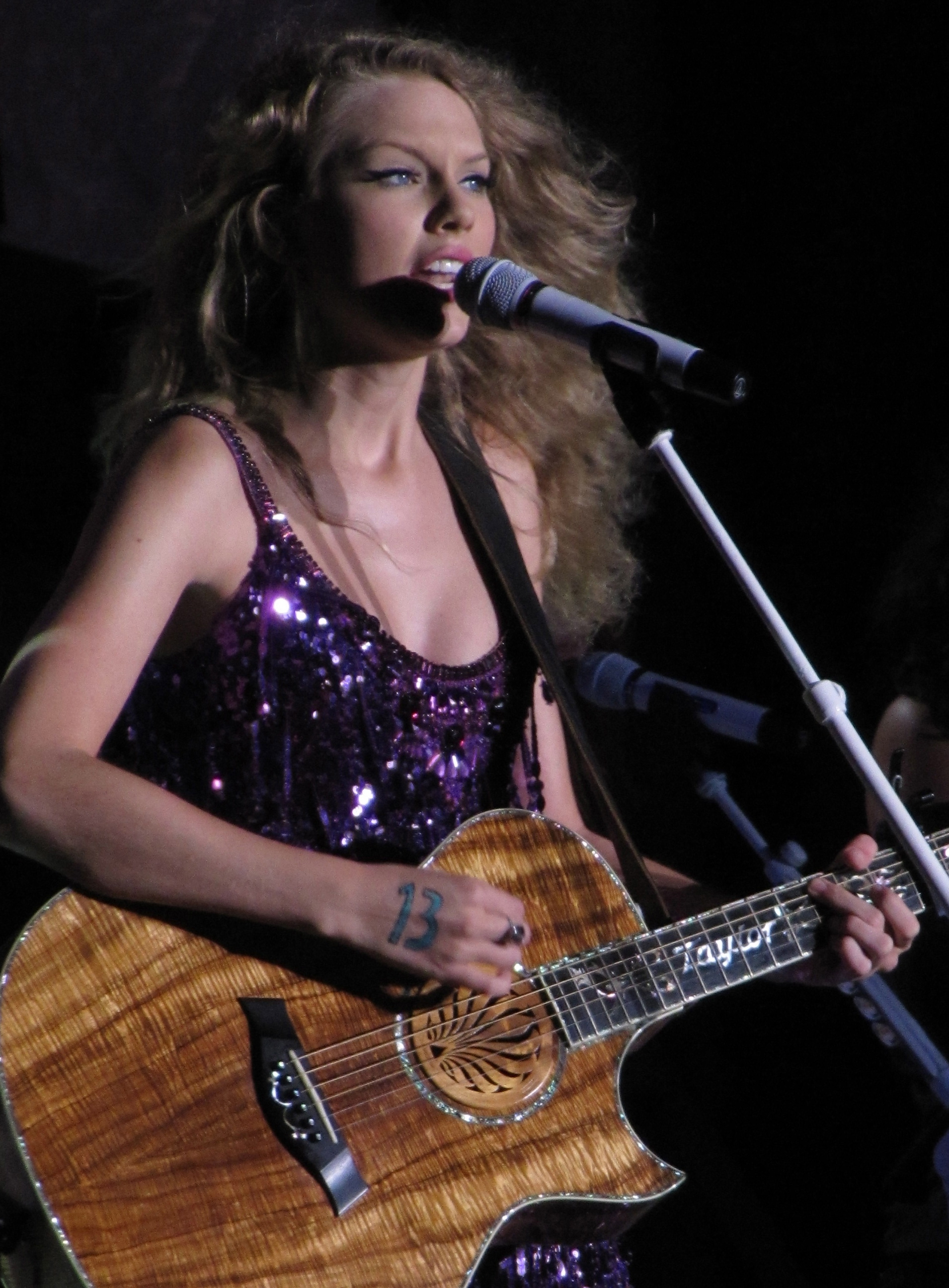
Свифт исполняет «White Horse» на фестивале 2010 года в Канаде (Cavendish Beach Music Festival).

Свифт начала сочинять «White Horse» почти за год до релиза альбома Fearless и спустя несколько недель после написания альбомного лид-сингла «Love Story», песен, которые очень разнятся по тексту. Сначала Свифт сольно написала первый куплет песни. Затем она позвонила Лиз Роуз, соавтору большинства треков на одноимённом дебютном студийном альбоме Свифт Taylor Swift (2006), и попросила её помочь закончить песню. Вдвоём они закончили написание песни примерно за сорок пять минут.
Песня была вдохновлена историей взаимоотношений Свифт с её бойфрендом, которого она считала «Прекрасным принцем» на белом коне, и, когда отношения рухнули, Тейлор поняла, что это не так. Певица сказала, что именно он «запустил» песню, но, как только она была написана, Тейлор сменила направление своих мыслей. Она была сосредоточена на том моменте, когда пришло осознание того, что их отношения закончились. Свифт сказала, что «…Для меня „White Horse“ — это то, что, на мой взгляд, является самой душераздирающей частью разрыва — того момента, когда вы понимаете, что все ваши мечты, все эти видения, которые у вас были, о том, чтобы быть с этим человеком, всё это исчезает». Что касается разницы в темах между «White Horse» и «Love Story», Свифт объяснила, что в разных сценариях она рассматривала их содержание по-разному. Певица объяснила, что позднее стала больше склоняться к реальности.
Песня изначально не предназначалась для включения в Fearless, поскольку Свифт считала, что торжественность уже вполне представлена в альбоме; поэтому Свифт планировала включить этот трек в свой третий студийный альбом, которым в 2010 году стал Speak Now.
Однако, когда управляющее агентство Свифт в Лос-Анджелесе назначило встречу с Бетси Бирс и Шондай Раймс, исполнительными продюсерами её любимого телесериала «Анатомия страсти» (Grey’s Anatomy), они обсудили вопрос включения музыки Свифт в сериал. Тейлор решила сыграть им «White Horse» вживую с акустической гитарой. Бирс и Раймс были очень впечатлены и сказали Свифт, что ответят ей по телефону, как только смогут. Свифт решила подождать и не включать трек на Fearless, пока продюсеры не ответят, чего они не делали некоторое время. Когда позвонили представители Grey’s Anatomy, Свифт и Нейтан Чапман немедленно записали песню, отправили им компакт-диск, и они решили использовать его в телесериале. «White Horse» дебютировала 25 сентября 2008 года на премьере пятого сезона Grey’s Anatomy, названного «Dream a Little Dream of Me».

## Музыка
«White Horse» — это кантри-песня продолжительностью три минуты 55 секунд. Она имеет темп 92 удара в минуту, относится к категории музыкальных баллад. Она написана в тональности до мажор, а вокал Свифт охватывает одну октаву, от G3 до A4. В треке с поп-хуком звучат акустическая гитара и фортепиано с акцентами виолончели. Звукообработка, однако, весьма незначительная, акцент делается на мягком и хриплом вокале Свифт.
Лирика «White Horse» написана от первого лица, а Свифт размышляет о том случае, когда отношения, которые вначале казались сказкой, развалились: «Я не принцесса, это не сказка / Я не та, кого ты снесешь с ног / Веди её по лестничной клетке». Трек повествует о боли и разочаровании в перспективе возродившегося реалиста. Из-за проблем, главная героиня сбегает из маленького городка, в котором она жила. Некоторые музыкальные критики, такие как Кейт Кифер из журнала Paste, отметили лирическое несоответствие между «White Horse» и предыдущим синглом Свифт «Love Story», где Свифт рассматривала сказки в позитивном свете, со счастливым концом. Кифер предположила, что в «White Horse» певица отозвала назад всё то, что она сказала ранее в «Love Story».

## Отзывы
«White Horse» получила в целом положительную оценку критиков. Август Браун из газеты The Los Angeles Times сравнил песню с «Jolene» Долли Партон (1973), заявив, что Партон узнала бы её собственные проблемы в «White Horse» и, возможно, поздравила бы Свифт за попытку двигаться дальше. Джонатан Киф из журнала Slant Magazine назвал «White Horse» «прекрасной балладой о любви» с выдающимся хуком и счел её «безусловно лучшей песней» на Fearless. Однако Кифер заявил: «Даже „White Horse“ […] использует заезженное клише, которое Свифт не развивает никаким новым способом». Джош Лав из The Village Voice написал, что «сверхъестественная мудрость и инклюзивность» просвечивает сквозь текст «White Horse»; Лав также упомянула, что это одна из «великих песен» Fearless (Fearless' «great songs»). Люси Дэвис из BBC отметила, что этот трек продемонстрировал повторяемость лирических тем на Fearless. В обзоре журнала Billboard говорится, что «Второй сингл с самого продаваемого компакт-диска Тейлор Свифт — красивая, сдержанная баллада, которая демонстрирует её мастерство с лирикой и её фирменный нежный вокал, исполненный от всего сердца». Кейт Кифер из Paste признала её одной из лучших песен Свифт. На 52-й церемонии «Грэмми», «White Horse» победила в категориях Лучшая кантри-песня и Лучшее исполнение кантри-певицей.

## Коммерческий успех
Сингл вышел 7 декабря 2008 года и дебютировал на тринадцатом месте в Billboard Hot 100. Его появление вместе с шестью другими песнями в чарте сравняло Свифт с Майли Сайрус по этому рекордному показателю для женщин (наибольшее одновременное количество песен в чартах Billboard Hot 100 в одну неделю). Позднее сама же Свифт побьёт этот рекорд, когда одиннадцать её песен одновременно появятся в чарте в 2010 году. Через неделю песня опустится на 56-е место. Последнюю 22-ю неделю в чарте песня проведёт 25 апреля 2009 года, оказавшись на позиции № 44. Эта песня — одна из тринадцати треков альбома Fearless, вошедших в список сорока лучших top-40 американского хит-парада «Billboard» Hot 100, что позволило побить рекорд по количеству таковых хитов из одного альбома за всю историю американского хит-парада.
Сингл был сертифицирован в платиновом статусе ассоциацией Recording Industry Association of America за тираж более одного миллиона копий. В ноябре 2014 года тираж «White Horse» превысил 1,9 млн копий в США.
К ноябрю 2017 года сингл «White Horse» продан в количестве более двух миллионов копий в США.
Сингл дебютировал на 37-м месте в кантри-чарте Billboard Hot Country Songs в неделю, оканчивающуюся 12 декабря 2008 года. Спустя неделю он поднялся на 26-е место. 14 февраля 2009 года он вошёл в десятку лучших, став седьмым подряд треком Свифт в этом top-10.
4 апреля 2009 года сингл достиг позиции № 2 в кантри-чарте Billboard Hot Country Songs.
«White Horse» дебютировал на 13-м месте в канадском хит-параде Canada в неделю, оканчивающуюся 29 ноября 2008 года. Он был сертифицирован в золотом статусе Music Canada за тираж 40,000 цифровых загрузок. В Австралии этот трек достиг 41-го мета в неделю, оканчивающуюся 22 февраля 2009 года. В Великобритании «White Horse» дебютировал на 60-м месте 21 марта 2009 года. Он оставался в чарте две недели.

## Музыкальное видео
Сопровождающее музыкальное видео для «White Horse» было снято Треем Фанджоем, который создал большинство предыдущих видео Свифт. Певица прокомментировала, что сразу выбрала Фанджоя для съемок видео, потому что он понимал, в каком направлении Свифт хочет двигаться и как сделать видео отличным от предыдущих, которые они снимали. Музыкальное видео было снято за один день в январе 2009 года в Нашвилле (штат Теннесси, США).
Премьера видео прошла 7 февраля 2009 года на CMT.

## Награды и номинации
| Год  | Организация                  | Награда                               | Результат | Ссылка |
| ---- | ---------------------------- | ------------------------------------- | --------- | ------ |
| 2009 | SESAC Nashville Music Awards | Country Performance Activity Awards   | Победа    | [ 39 ] |
| 2010 | BMI Awards                   | Award-Winning Songs                   | Победа    | [ 40 ] |
| 2010 | BMI Awards                   | Publisher of the Year                 | Победа    | [ 40 ] |
| 2010 | Grammy Awards                | Best Female Country Vocal Performance | Победа    | [ 41 ] |
| 2010 | Grammy Awards                | Best Country Song                     | Победа    | [ 41 ] |

## Концертное исполнение
Первое концертное исполнение песни «White Horse» прошло 23 ноября 2008 года в театре Microsoft Theater в Даунтауне Лос-Анджелеса (Калифорния, США) на церемонии награждения 2008 American Music Awards. Свифт исполняла песню, сидя на диване с цветочным узором и надев белое вечернее платье.
Свифт исполнила песню во время вторых концертов в Омахе (2013) и Арлингтоне (2018) во время Red Tour и Taylor Swift's Reputation Stadium Tour, соответственно.

## Чарты и сертификации
| Чарт (2008—2009)                    | Высшая позиция |
| ----------------------------------- | -------------- |
| Австралия (ARIA)                    | 41             |
| Канада (Billboard Canadian Hot 100) | 43             |
| Канада (Billboard Country)          | 5              |
| Великобритания (OCC UK Singles)     | 60             |
| США (Billboard Hot 100)             | 13             |
| США (Billboard Hot Country Songs)   | 2              |

| Чарт (2009)             | Позиция |
| ----------------------- | ------- |
| США (Billboard Hot 1000 | 76      |
| США (Hot Country Songs) | 27      |

### Сертификации
| Регион | Сертификация  | Продажи   |
| --- | ------------- | --------- |
| Австралия (ARIA) | Золотой       | 35 000^   |
| Канада (Music Canada) | Золотой       | 40 000*   |
| США (RIAA) | 2× Платиновый | 2,000,000 |
| * Данные о продажах приведены только на основе сертификации. ^ Данные о тиражах приведены только на основе сертификации. |               |           |

## White Horse (Taylor’s Version)
11 февраля 2021 года Свифт анонсировала в программе Good Morning America, что перезаписанная версия «White Horse» под названием «White Horse (Taylor’s Version)» будет выпущена 9 апреля 2021 года в качестве пятого трека из Fearless (Taylor's Version), перезаписанной версии второго студийного альбома Fearless.

### Чарты
| Чарт (2021)                            | Высшая позиция |
| -------------------------------------- | -------------- |
| Австралия (ARIA)                       | 99             |
| Канада (Billboard Canadian Hot 100)    | 72             |
| Мир (Billboard Global 200)             | 111            |
| США (Billboard Bubbling Under Hot 100) | 2              |
| США (Billboard Hot Country Songs)      | 29             |